# Xyelacyba
Xyelacyba is een monotypisch geslacht van straalvinnige vissen uit de familie van naaldvissen (Ophidiidae). Het geslacht is voor het eerst wetenschappelijk beschreven in 1961 door Cohen.

## Soort
- Xyelacyba myersi Cohen, 1961